# Zacualpania
Zacualpania là một chi bướm đêm thuộc họ Geometridae.